# Arc (Berre-tó)
Az Arc (ejtsd 'ark') folyó Franciaország déli részén, Provence-Alpes-Côte d’Azur régióban, Var és Bouches-du-Rhône megyében.
A Földközi-tengerhez hajózócsatornával kapcsolódó Berre-tavat táplálja.

## Ismertetése
Hossza 83 km, vagy 85 km, vízgyűjtő területe 715 km².
Var megye nyugati szélén, Saint-Maximin-la-Sainte-Baume községben, az Aurélien-hegyen (mont Aurélien) ered 470 m magasságban. Csaknem teljes hosszában Bouches-du-Rhône megyében folyik, jellemzően keletről nyugat felé, délről érintve a partja menti nagyobb várost, Aix-en-Provence-t. Völgyének északi határán a Sainte-Victoire-hegy (montagne Sainte-Victoire), délen a Aurélien- és az Étoile-hegy (massif de l’Étoile) kiséri a folyását. Berre-l’Étang település mellett ömlik a Berre-tóba (étang de Berre), annak északkeleti partján. 
Az aix-i síkság vidékét a gabona- és zöldségtermesztés jellemzi, az Arc alsó folyásának völgyében pedig főként szőlőültetvények és olajfaligetek alakítják a tájat. A mezőgazdaság növekvő igényeire a folyó vízkészletei csak korlátozottan elegendők. Provence meleg éghajata miatt a vízhozam a nyári hónapokban nagyon alacsony, az Aix-en-Provence feletti szakasz néha ki is szárad, és csak az őszi esők hoznak jelentős változást.
A folyóvölgy Aix-en-Provence és Ventabren közötti szakaszán ível át a világ legmagasabb kőből épült csatornahídja, a Roquefavour-akvadukt. Az 1841-től 1847-ig épült 82 m magas akvadukt a Marseille-csatorna része, mely a Durance vizét szállítja Marseille-be, segítve a nagyváros vízellátását.